# Bubblegumdance
Bubblegumdance är en av de musikgenrer som anses ingå i tuggummipop och växte fram ur 1990-talets eurodance. Bubblegumdance och eurodance har många likheter med till exempel en catchig synthslinga i ett tempo mellan 95 och 150 taktslag per minut och innehåller kvinnlig sång och sektioner av manlig rap. Skillnaden mot eurodance är att bubblegumdance har lite poppigare melodier samt att texterna och videorna ofta är gjorda för att vara komiska eller riktade till barn och yngre ungdomar.
Musiken var populärast under åren 1995–2000 och producerades huvudsakligen i Sverige, Danmark och Italien. Bubblegumdance skapades av producenter och låtskrivare som satte samman grupper som framförde låtarna. Den största producenten inom genren är Johnny Jam & Delgado. Även italienska bolaget SAIFAM har gjort flera produktioner. 

## Kända grupper (i urval)
Några av de mest kända bubblegumdancegrupperna är:
- Aqua
- Smile.dk
- Daze
- Dolly Style
- Dr Bombay
- Günther and the Sunshine Girls
- Hit’n’Hide
- Toy-Box
- Caramell
- Cartoons